# Appleby (azienda)
La Appleby (in precedenza nota come Appleby Spurling & Kempe, Appleby Spurling Hunter e Appleby Hunter Bailhache) è un fornitore di servizi e studio legale offshore. Ha uffici in sedi offshore tra cui Bermuda, Isole Vergini britanniche, Isole Cayman, Isola di Man, Jersey, Guernsey, Mauritius e Seychelles, nonché i centri finanziari di Hong Kong e Shanghai. È indicata e nota a livello mondiale a causa dei documenti dei Paradise Papers ed è incluso nel raggruppamento di studi legali noti come il cerchio magico dell'offshore.
La Appleby fu fondata da Reginald Appleby (1865-1948) alle Bermuda nel 1898.
Il 15 giugno 2008 Appleby ha annunciato che si sarebbe fusa con Dickinson Cruickshank & Co., che le consentisse di diventare il più grande studio legale offshore al mondo con 73 partner e 200 avvocati. Nel 2014, Appleby ha lavorato con la società Apple Inc in una funzione simile a quella di un appaltatore generale per fornire uffici offshore sull'isola di Jersey in collaborazione con lo studio legale Baker McKenzie.
l 24 ottobre 2017, l'azienda ha confermato che era stata soggetta a una fuga di dati avvenuta l'anno precedente. Appleby è identificata come la fonte di un incidente di sicurezza avvenuta con fuga di documenti del 2017, nota come Paradise Papers. Nel dicembre 2017, l'azienda ha annunciato che intendeva citare in giudizio la BBC e il quotidiano The Guardian sulla sua segnalazione del caso. I Paradise Papers hanno rivelato che Appleby ha fornito servizi clienti attivi a Mukhtar Ablyazov che all'epoca era stato accusato in più giurisdizioni per frode e appropriazione indebita fino a $10 miliardi dalla banca presieduta.
Appleby è stata classificata nella fascia 1 dell'offshore a livello mondiale in una guida per clienti del 2015 alla professione legale. Ha vinto numerosi premi per la pratica della legge offshore.